# فرانسواز باسكال
فرانسواز باسكال (بالفرنسية: Françoise Pascal)‏ هي كاتبة مسرحية وكاتِبة ورسامة وشاعرة فرنسية، ولدت في فبراير 1632 في ليون في فرنسا، وتوفيت في 1698 في باريس في فرنسا.